# Elías Figueroa
Elías Ricardo Figueroa Brander (Valparaíso, 1946. október 25. –) chilei válogatott labdarúgó.

## Sikerei, díjai
- CA Peñarol:
  - Uruguayi labdarúgó-bajnokság (első osztály): 1967, 1968
  - Intercontinental Champions Super Cup: 1969
  - Honour Tournament: 1967
  - Cuadrangular Tournament: 1968
  - Montevideo Cup: 1971
- SC Internacional:
  - Campeonato Gaúcho: 1972, 1973, 1974, 1975, 1976
  - Brazil labdarúgó-bajnokság (első osztály): 1975, 1976
- Club Deportivo Palestino:
  - Copa Chile: 1977
  - Chilei labdarúgó-bajnokság (első osztály): 1978
- Egyéni:
  - FIFA 100: 2004

## Fordítás
- Ez a szócikk részben vagy egészben  az   Elías Figueroa című angol Wikipédia-szócikk fordításán alapul.  Az eredeti cikk szerkesztőit annak laptörténete sorolja fel. Ez a jelzés csupán a megfogalmazás eredetét és a szerzői jogokat jelzi, nem szolgál a cikkben szereplő információk forrásmegjelöléseként.